# Wake Up Little Susie
Wake Up Little Susie est le titre d'une chanson du duo Everly Brothers, écrite en 1957 par Felice et Boudleaux Bryant. Ce morceau est 311e dans le classement : Les 500 plus grandes chansons de tous les temps selon Rolling Stone. Wake Up Little Susie est incluse dans la sélection des 660 « chansons qui ont façonné le rock 'n' roll » du Rock and Roll Hall of Fame.

## Reprises
Wake Up Little Suzy a été reprise de nombreuses fois, notamment par :
- Joe Melson sur l'album Wake Up Little Susie
- Blue Suede Daddys
- Brand New Rockers
- Count Dee's Music Explosion
- David Ross
- Frankie Lymon
- Golden Boys
- Loggins and Messina
- Sam Levine
- Simon and Garfunkel notamment dans le live, The Concert in Central Park.
- Stavely Makepeace
- Suzi Quatro
- The Booze Bros
- The Flying Burrito Brothers
- The King Brothers
- The Magic Time Travellers
- Outlaws
- The Rattles
- The Rockhouse Brothers
- Grateful Dead notamment dans le live, History of the Grateful Dead Volume One (Bear's Choice).
- Jerry Lee Lewis, dans l'album The Killer.